# Eretmapodites
Eretmapodites este un gen de țânțari din familia Culicidae.

## Specii[1]
- Eretmapodites adami
- Eretmapodites angolensis
- Eretmapodites argyrurus
- Eretmapodites brenguesi
- Eretmapodites brevis
- Eretmapodites brottesi
- Eretmapodites caillardi
- Eretmapodites chrysogaster
- Eretmapodites conchobius
- Eretmapodites corbeti
- Eretmapodites douceti
- Eretmapodites dracaenae
- Eretmapodites dundo
- Eretmapodites eouzani
- Eretmapodites ferrarai
- Eretmapodites forcipulatus
- Eretmapodites germaini
- Eretmapodites gilletti
- Eretmapodites grahami
- Eretmapodites grenieri
- Eretmapodites haddowi
- Eretmapodites hamoni
- Eretmapodites harperi
- Eretmapodites hightoni
- Eretmapodites inornatus
- Eretmapodites intermedius
- Eretmapodites jani
- Eretmapodites lacani
- Eretmapodites leucopous
- Eretmapodites mahaffyi
- Eretmapodites marcelleae
- Eretmapodites mattinglyi
- Eretmapodites melanopous
- Eretmapodites mortiauxi
- Eretmapodites oedipodeios
- Eretmapodites parvipluma
- Eretmapodites pauliani
- Eretmapodites penicillatus
- Eretmapodites plioleucus
- Eretmapodites productus
- Eretmapodites quinquevittatus
- Eretmapodites ravissei
- Eretmapodites rickenbachi
- Eretmapodites salauni
- Eretmapodites semisimplicipes
- Eretmapodites silvestris
- Eretmapodites subsimplicipes
- Eretmapodites tendeiroi
- Eretmapodites tonsus
- Eretmapodites vansomereni
- Eretmapodites wansoni